# Esdolomada
Esdolomada es una localidad de la provincia de Huesca (España) perteneciente al municipio de Isábena. Está situada a 1200 metros sobre el nivel del mar en la comarca de la Ribagorza, a 7 Kilómetros de La Puebla de Roda. En 1991 su población era de 18 habitantes. Pertenece a la diócesis de Barbastro-Monzón.

## Monumentos
- Iglesia de San Saturnino (Esdolomada)[2] románica del siglo XI.
- Crucero de Esdolomada B.I.C.[3]
- Pilaret de Santa Lucía (Esdolomada) B.I.C.[4]
- Capilla de San Marcial (Esdolomada)[5]

## Imágenes

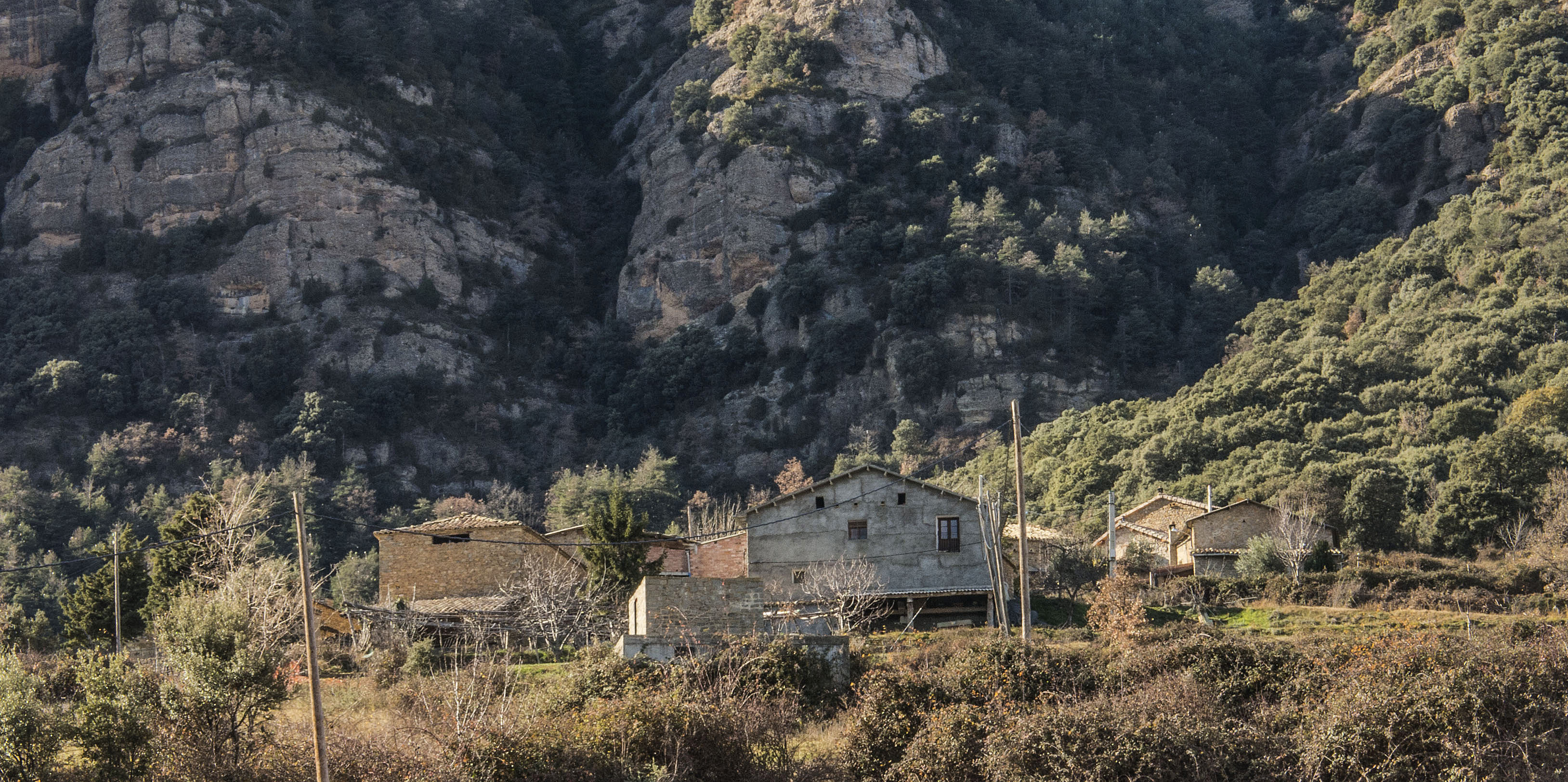
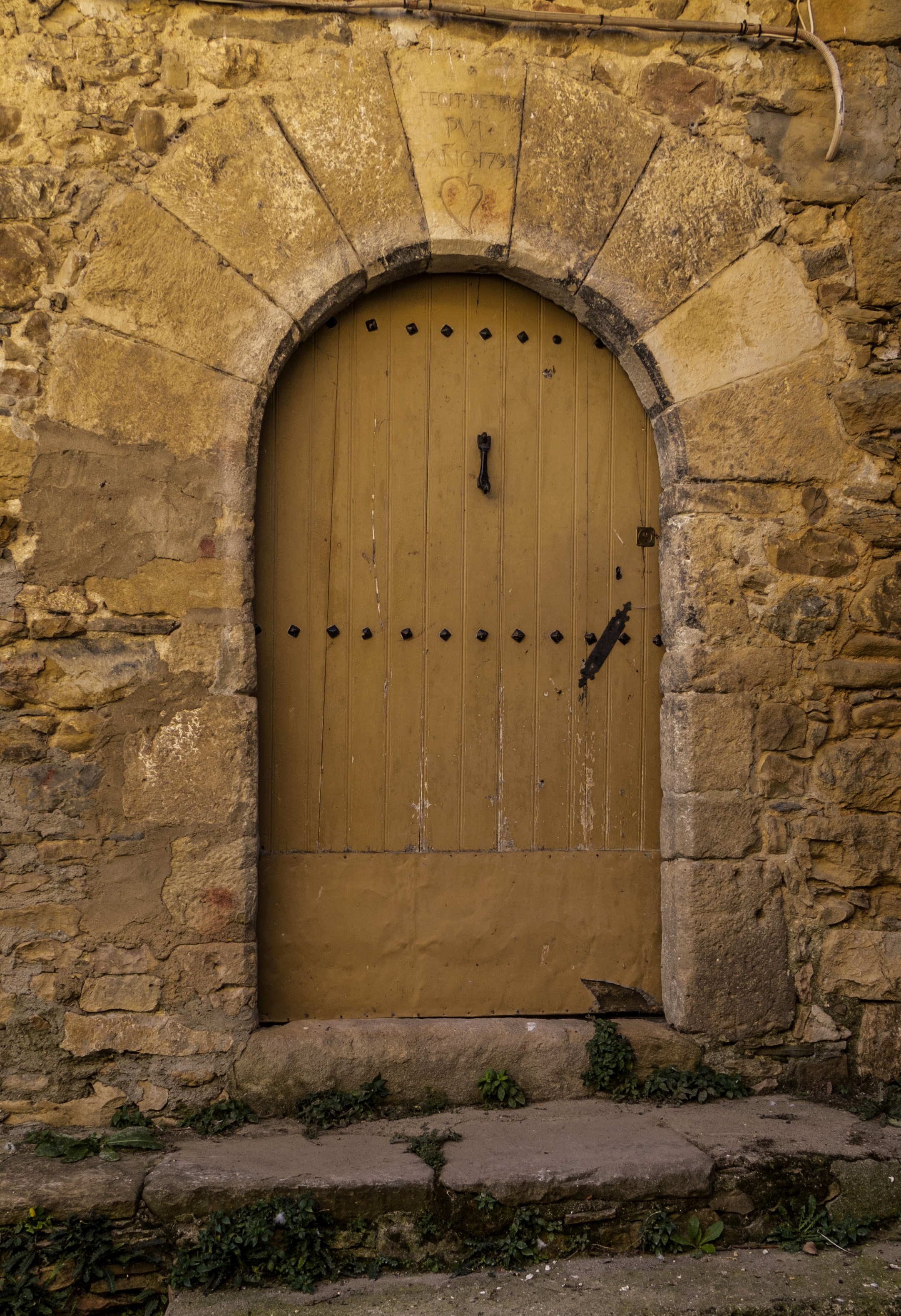
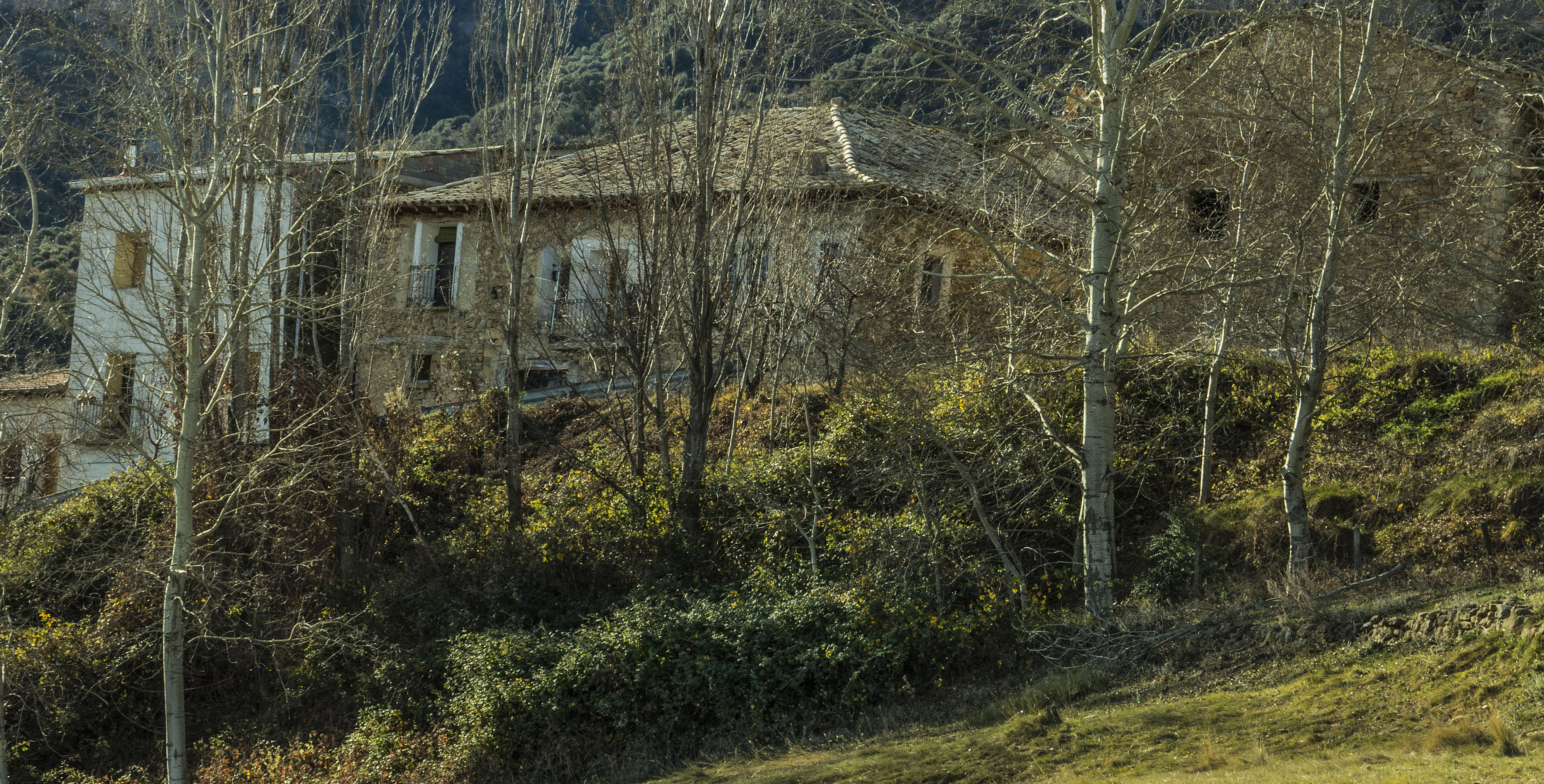
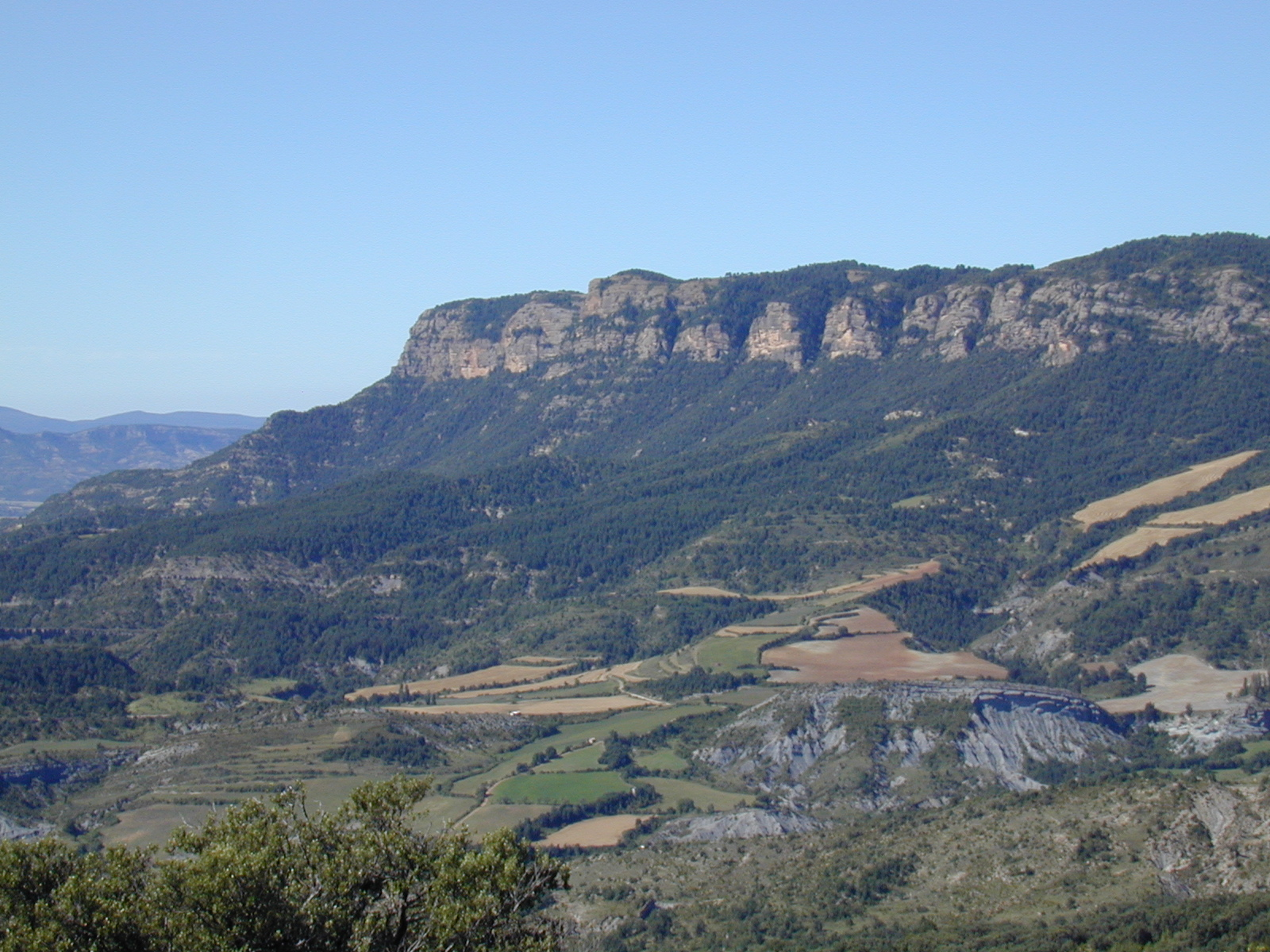